# 墨西哥烤肉

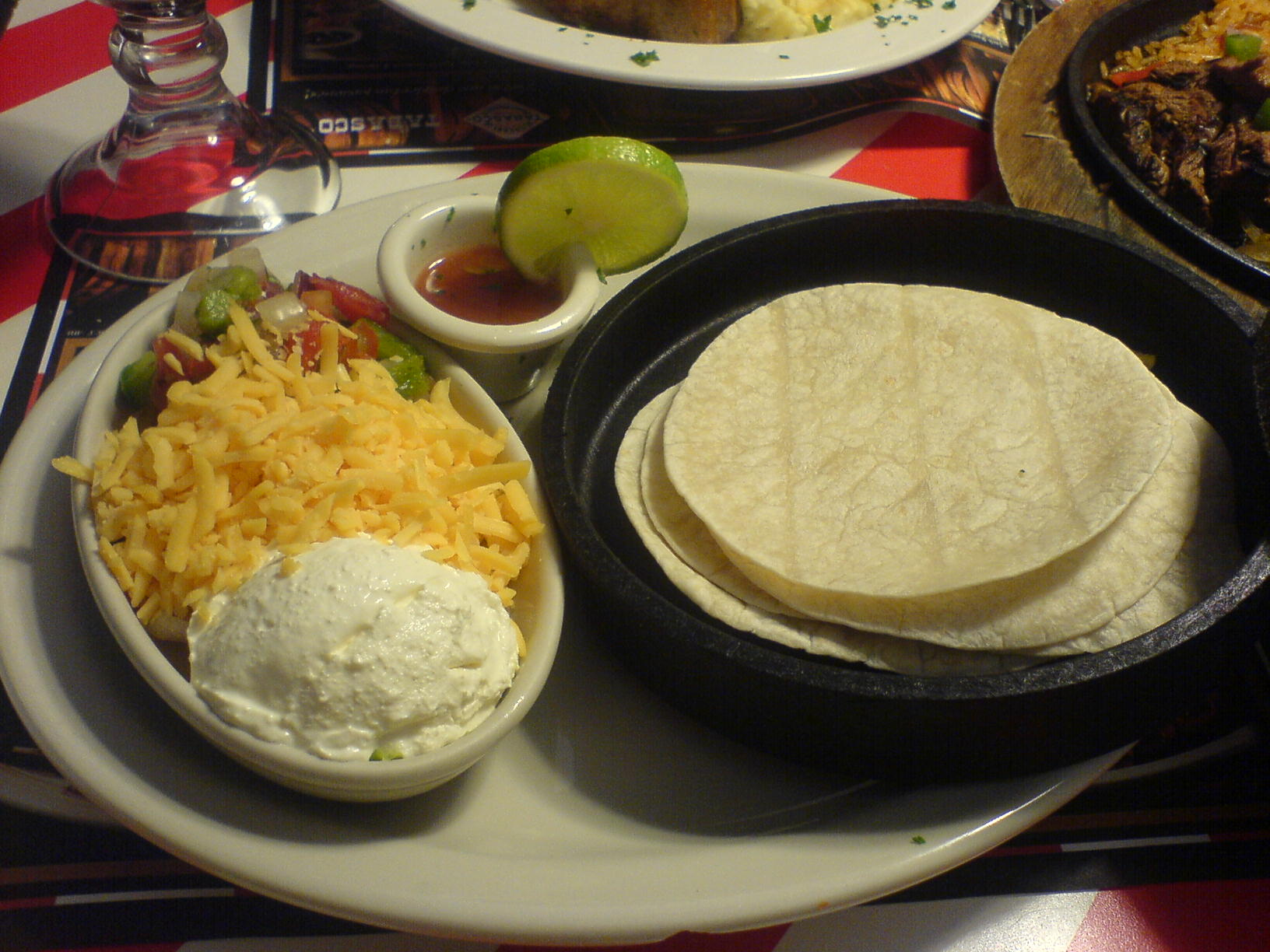
墨西哥薄饼(tortilla)

墨西哥烤肉（西班牙語：fajita，發音： /fəˈhiːtə/，西班牙語：[faˈxita]），有时音译为：“法士达”、“法西塔”、“法吉它”、“法基塔” 還有 “法希塔”等，是西班牙殖民地時代下的產物。它是墨西哥人常吃的傳統家常菜，也是目前美国盛行的墨西哥风味菜肴（Tex-Mex）。而墨西哥人在熟煮的時候，多會加入一些特別的香料與調味料，如酪梨醬、起司、酸乳酪、墨西哥番茄辣醬等，及特製的墨西哥麵餅。它的烤肉就着墨西哥薄饼（tortilla）食用，可將主菜與蔬菜鋪在特製的麵餅上，再搭配由萊姆汁、橄欖油、墨西哥番茄醬及香菜調製而成的神仙醬，包捲成春捲的模樣食用。最初产生时只用烤牛肉，后来渐渐包括了鸡肉、猪肉和海鲜。在餐馆，法士达一半是将肉类与洋葱和青椒一起烤製。常见的调料有酸奶油（sour cream）、鳄梨酱（guacamole）、萨尔萨辣酱（salsa verde）等。

## 語源

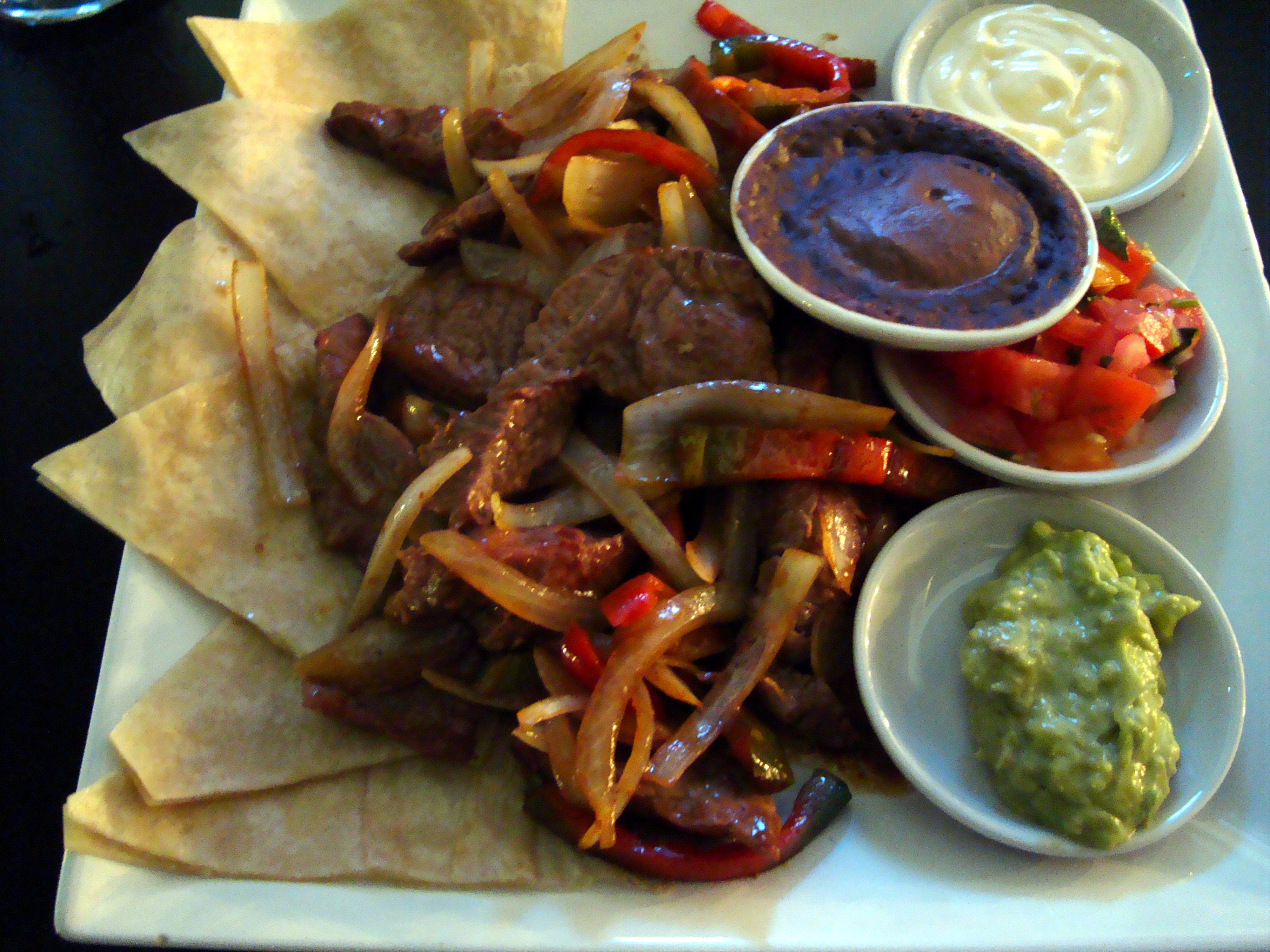
在哥斯達黎加的聖荷西的墨西哥烤牛肉

西班牙語的fajita是faja的变体，直译“腰带”（側腹橫肌牛排），用来指牛肚子上的肉。此处的牛肉被认为最适合用来作墨西哥烤肉。具體這個詞語的通行時間不詳，但根據《牛津英語詞典》，本詞於1971年收錄。

## 參看
- 墨西哥卷饼
- 墨西哥小吃

## 外部連結
- Encyclopedia of American Food and Drink version of fajita origins （页面存档备份，存于）
- Cookeryonline - Fajita Page （页面存档备份，存于）